# 下和田町 (高崎市)
下和田町（しもわだまち）は、群馬県高崎市の地名。下和田町一丁目から下和田町五丁目まである。郵便番号は370-0846。面積は0.38km2(2012年現在)

## 地理
烏川の左岸、烏川河川敷の低地と段丘に位置しており、西低東高の地形である。

### 河川
- 烏川

## 歴史
江戸時代頃からある地名であり、高崎藩領である。
1961年から1973年にかけて2次に分け、土地区画整理がすすめられた。

### 年表
- 1884年（明治17年）5月1日 日本鉄道の駅として、新町 - 高崎間開通と同時に高崎駅が開業する。[5]
- 1889年（明治22年）4月1日 町制施行で高崎町の大字となる。
- 1900年（明治33年）4月1日 市制施行で高崎町は高崎市となる。そのため高崎市下和田となる。
- 1902年（明治35年） 下和田町一丁目から五丁目が成立し、一部が八島町、鶴見町となる。
- 1960年（昭和35年） 一部が栄町となる。
- 1973年（昭和48年） 一部が栄町となり、竜見町、新後閑町、双葉町と境界変更する。
- 2017年4月1日 当町に高崎アリーナが開館する。

## 世帯数と人口
2017年（平成29年）8月31日現在の世帯数と人口は以下の通りである。
| 丁目           | 世帯数  | 人口    |
| -------------- | ------- | ------- |
| 下和田町一丁目 | 152世帯 | 306人   |
| 下和田町二丁目 | 121世帯 | 262人   |
| 下和田町三丁目 | 131世帯 | 260人   |
| 下和田町四丁目 | 145世帯 | 333人   |
| 下和田町五丁目 | 20世帯  | 22人    |
| 計             | 569世帯 | 1,183人 |

## 小・中学校の学区
市立小・中学校に通う場合、学区は以下の通りとなる。
| 丁目           | 番地 | 小学校             | 中学校             |
| -------------- | ---- | ------------------ | ------------------ |
| 下和田町一丁目 | 全域 | 高崎市立城南小学校 | 高崎市立高松中学校 |
| 下和田町二丁目 | 全域 | 高崎市立城南小学校 | 高崎市立高松中学校 |
| 下和田町三丁目 | 全域 | 高崎市立城南小学校 | 高崎市立高松中学校 |
| 下和田町四丁目 | 全域 | 高崎市立城南小学校 | 高崎市立高松中学校 |
| 下和田町五丁目 | 全域 | 高崎市立城南小学校 | 高崎市立高松中学校 |

## 交通

### 鉄道

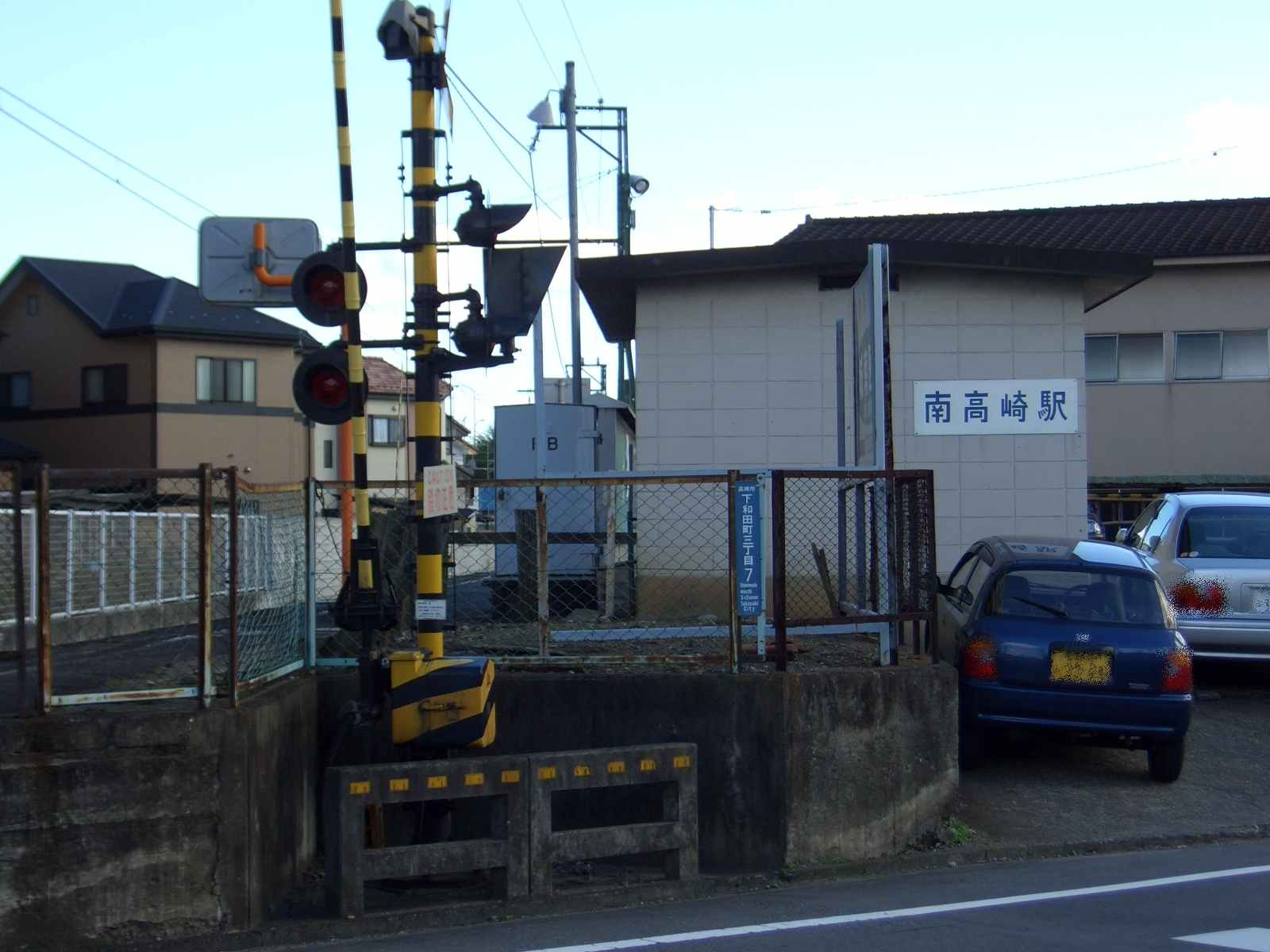
上信電鉄上信線南高崎駅

上信電鉄上信線南高崎駅がある。

### 道路
国道は国道17号が通っている。県道は群馬県道12号前橋高崎線、群馬県道134号新田町新後閑線が通っている。

## 施設
- 上信電鉄上信線南高崎駅
- 高崎アリーナ
- 高崎市城南総合運動公園
  - 城南運動場